# Marileidy Paulino
Marileidy Paulino (ur. 25 października 1996 w Nizao) – dominikańska lekkoatletka specjalizująca się w biegu na 400 metrów.

## Osiągnięcia
| Rok  | Impreza                               | Miejsce        | Konkurencja                 | Lokata     | Wynik   |
| ---- | ------------------------------------- | -------------- | --------------------------- | ---------- | ------- |
| 2016 | Młodzieżowe mistrzostwa NACAC         | San Salvador   | bieg na 100 m               | 5. miejsce | 11,98   |
| 2016 | Młodzieżowe mistrzostwa NACAC         | San Salvador   | bieg na 200 metrów          | 6. miejsce | 24,00w  |
| 2016 | Mistrzostwa ibero-amerykańskie        | Rio de Janeiro | sztafeta 4 × 100 m          | 5. miejsce | 44,56   |
| 2017 | Uniwersjada                           | Tajpej         | bieg na 200 m               | półfinał   | 23,95   |
| 2017 | Uniwersjada                           | Tajpej         | sztafeta 4 × 100 m          | eliminacje | DQ      |
| 2018 | Igrzyska Ameryki Środkowej i Karaibów | Barranquilla   | bieg na 100 m               | 4. miejsce | 11,33w  |
| 2018 | Igrzyska Ameryki Środkowej i Karaibów | Barranquilla   | bieg na 200 m               | 4. miejsce | 23,04   |
| 2018 | Igrzyska Ameryki Środkowej i Karaibów | Barranquilla   | sztafeta 4 × 100 m          | 3. miejsce | 23,04   |
| 2019 | Igrzyska panamerykańskie              | Lima           | bieg na 100 m               | eliminacje | 11,84   |
| 2019 | Igrzyska panamerykańskie              | Lima           | bieg na 200 m               | 7. miejsce | 23,29   |
| 2019 | Mistrzostwa świata                    | Doha           | bieg na 200 m               | półfinał   | 23,03   |
| 2019 | Światowe wojskowe igrzyska sportowe   | Wuhan          | bieg na 200 m               | 2. miejsce | 23,18   |
| 2021 | World Athletics Relays                | Chorzów        | sztafeta mieszana 4 × 400 m | 3.miejsce  | 3:17,58 |
| 2021 | Igrzyska olimpijskie                  | Tokio          | bieg na 400 m               | 2. miejsce | 49,20   |
| 2021 | Igrzyska olimpijskie                  | Tokio          | sztafeta mieszana 4 × 400 m | 2. miejsce | 3:10,21 |
| 2022 | Mistrzostwa ibero-amerykańskie        | La Nucia       | bieg na 400 m               | 1. miejsce | 49,49   |
| 2022 | Mistrzostwa ibero-amerykańskie        | La Nucia       | sztafeta 4 × 100 m          | 1. miejsce | 43,81   |
| 2022 | Mistrzostwa świata                    | Eugene         | sztafeta mieszana 4 × 400 m | 1. miejsce | 3:09,82 |
| 2022 | Mistrzostwa świata                    | Eugene         | bieg na 400 m               | 2. miejsce | 49,60   |
| 2023 | Igrzyska Ameryki Środkowej i Karaibów | San Salvador   | bieg na 400 m               | 1. miejsce | 49,95   |
| 2023 | Igrzyska Ameryki Środkowej i Karaibów | San Salvador   | sztafeta 4 × 100 m          | 3. miejsce | 43,45   |
| 2023 | Igrzyska Ameryki Środkowej i Karaibów | San Salvador   | sztafeta 4 × 400 m          | 2. miejsce | 3:27,84 |
| 2023 | Mistrzostwa świata                    | Budapeszt      | bieg na 400 m               | 1. miejsce | 48,76   |
| 2023 | Igrzyska panamerykańskie              | Santiago       | bieg na 200 m               | 1. miejsce | 22,74   |
| 2023 | Igrzyska panamerykańskie              | Santiago       | sztafeta 4 × 100 m          | 3. miejsce | 44,32   |
| 2023 | Igrzyska panamerykańskie              | Santiago       | sztafeta 4 × 400 m          | 2. miejsce | 3:34,27 |
| 2023 | Igrzyska panamerykańskie              | Santiago       | sztafeta mieszana 4 × 400 m | 1. miejsce | 3:16,05 |
| 2024 | World Athletics Relays                | Nassau         | sztafeta mieszana 4 × 400 m | 5. miejsce | 3:16,68 |
| 2024 | Igrzyska olimpijskie                  | Paryż          | bieg na 400 m               | 1. miejsce | 48,17   |

## Rekordy życiowe
- bieg na 60 metrów (hala) – 7,45 (2018) rekord Dominikany
- bieg na 200 metrów (stadion) – 22,30 (2025) rekord Dominikany
- bieg na 200 metrów (hala) – 23,82 (2018) rekord Dominikany
- bieg na 400 metrów – 48,17 (2024) rekord olimpijski, rekord Dominikany

15 lipca 2022 w Eugene dominikańska sztafeta mieszana 4 × 400 metrów z Paulino na drugiej zmianie wynikiem 3:09,82 ustanowiła aktualny rekord kraju w tej konkurencji.
7 lipca 2023 w San Salvadorze dominikańska sztafeta 4 × 400 metrów z Paulino na czwartej zmianie wynikiem 3:27,84 ustanowiła aktualny rekord kraju w tej konkurencji.